# Cassida murraea
Cassida murraea је врста тврдокрилца из породице буба листара (Chrysomelidae).

## Опис
Cassida murraea је дугачка 6–8 mm. Лако се разликује од сличних врста по карактеристичној црној шари на покрилцима. Постоје две форме које се срећу: чешћа форма је наранџаста или црвена,  док је ређа форма maculata, код које су пронотум и покрилца зеленкасти. Неки аутори сматрају да ту није реч од две различите форме, већ да су зеленкасте младе јединке којима се боја мења временом.

## Распрострањење
Биљке хранитељке су разне врсте из породице Asteraceae.
Због малобројних налаза тешко је рећи нешто поуздано о распрострањењу у Србији. Има је у целој Европи, од Пиринеја на исток, и даље до Кине и Јапана.